# Eberhard Weise (Bobfahrer)
Eberhard Weise (* 3. August 1953 in Lauta) ist ein ehemaliger deutscher Bobsportler aus der DDR. Als Ersatzmann für die Sprintstaffel bei den Olympischen Sommerspielen 1976 in Montreal und als Teilnehmer im Viererbob bei den Olympischen Winterspielen 1984 in Sarajewo war Weise der erste DDR-Sportler, der sowohl bei Sommerspielen als auch bei Winterspielen zum Olympiaaufgebot der DDR gehörte.

## Leben
Weise begann als Leichtathlet beim SC Cottbus. Nachdem der Sprinter am 9. Januar 1974 in Senftenberg in 9,5 Sekunden einen Halleneuroparekord über 100 Yards aufgestellt hatte, nahm er auch an den Halleneuropameisterschaften 1974 teil, wo er über 60 Meter in 6,69 Sekunden im Zwischenlauf ausschied. 1976 gehörte Weise als Ersatzläufer für die Sprintstaffel dem Olympiaaufgebot der DDR an.
Als Bobsportler war Weise ab 1977 für den ASK Vorwärts Oberhof aktiv. Bei der Bob-Europameisterschaft 1981 in Igls startete er im Viererbob von Bernhard Lehmann mit Bogdan Musiol und Roland Wetzig und gewann beim Dreifacherfolg der DDR die Bronzemedaille hinter den Bobs von Bernhard Germeshausen und Horst Schönau. Im Zweierbob belegten Lehmann und Weise den fünften Platz. Bei der Bob-Weltmeisterschaft 1982 in St. Moritz gewannen Lehmann, Wetzig, Musiol und Weise die Silbermedaille hinter dem Bob des Schweizers Silvio Gibbolina. In der Besetzung Lehmann, Musiol, Ingo Voge und Weise gewannen die Oberhofer bei der Bob-Europameisterschaft 1983 in Sarajewo die Silbermedaille hinter dem Schweizer Ekkehard Fasser. Auch die Olympischen Winterspiele 1984 fanden auf der Bahn von Sarajewo statt. Hinter dem DDR-Bobpiloten Wolfgang Hoppe mit seiner Besatzung erhielten Lehmann, Musiol, Voge und Weise die Silbermedaille.
Der gelernte Kfz-Schlosser Weise war später als Sportlehrer an einer Cottbuser Gesamtschule tätig.